# Pycnocephalus argentinus
Pycnocephalus argentinus là một loài bọ cánh cứng trong họ Cybocephalidae. Loài này được Brethes miêu tả khoa học năm 1922.